# Chelodina canni
Chelodina canni är en sköldpaddsart som beskrevs av McCord och Thomson 2002. Chelodina canni ingår i släktet Chelodina och familjen ormhalssköldpaddor. Inga underarter finns listade i Catalogue of Life.
Arten förekommer i norra Australien i delstaten Northern Territory. Den lever intill floder och i träskmarker. Honor lägger ägg.
Chelodina canni har en långsträckt hals och bara fyra fingrar med klor vid framtassen. Färgsättningen varierer mellan olika populationer. Skölden har oftast en brun till svart färg, ibland med glest fördelade mörka punkter. Sköldpaddans undersida är krämfärgad till vit.